# Alessandrino (stacja metra)
Alessandrino – stacja na linii C metra rzymskiego. 
Znajduje się na skrzyżowaniu ulicy o tej samej nazwie i ulicy Via Casilina, obsługującej dzielnice Don Bosco i Alessandrino.

## Historia
Budowa wystartowała w lipcu 2007 r. Stacja została otwarta 9 listopada 2014.